# Isabella (Manitoba)
Pour les articles homonymes, voir Isabella.
Isabella est une communauté non incorporée du Manitoba située dans l'ouest de la province et faisant partie de la municipalité rurale de Miniota.

## Référence
- Profil de la municipalité de Miniota - Statistiques Canada
- (en) Profil de la communauté